# Emirates (letalska družba)
Letalska družba Emirates (arabsko طَيَران الإمارات Ṭayarān Al-Imārāt) je velika mednarodna letalska družba s sedežem v Dubaju, Združeni arabski emirati. Je podružnica podjetja The Emirates Group, ki ga ima v celoti v lasti vladna Investicijska družba Dubai. Je največja družba na Bližnjem vzhodu. Vsak teden ima približno 3400 letov. Glavno letališče je v Dubaju. . Leti v 150 mest v 74 državah na šestih kontinentih. . Ima tudi tovorno podružnico Emirates SkyCargo.
Letalska družba je med 10 največjimi družbami na svetu po klasifikaciji RPK ( ang. Revenue Passenger Kilometres) - število prevoženih kilometrov s potniki. Leta 2012 je bila četrta po številu mednarodnih potnikov. Družba neprestano raste,dobiva nova letala ter širi število destinacij.
Vsa letala v njeni floti so velika širokotrupna (vsako letalo ima vsaj 200 sedežev). Njena flota je ena izmed najmlajših v industriji. Je daleč največji kupec letal Airbus A380, kupila je kar 140 letal. Operira z več kot 120 Boeingi 777 in ima naročenih še dodatnih 210, od tega 150 nove verzije 777X.